# Sonny Landreth
Clyde Vernon Sonny Landreth III (* 1. Februar 1951 in Canton, Mississippi) ist ein US-amerikanischer Bluesmusiker, Gitarrist und Singer-Songwriter. Er gilt als einer der herausragenden Protagonisten der Slide-Gitarre, wobei er mit den Jahren eine sehr eigenwillige Technik entwickelt hat und sein Stil unter anderem deutlich von Zydeco und Cajun-Musik beeinflusst ist. Neben der Arbeit an seinen bislang 15 Solo-Alben hat er an zahlreichen Aufnahmen anderer Musiker aus den Vereinigten Staaten und Europa mitgewirkt und gilt allgemein als Musician’s Musician, also als Musiker, der von Kollegen gern für ihre eigenen Produktionen engagiert wird. So spielte er unter anderem mit John Hiatt, Tanita Tikaram, Stephan Eicher, Bonnie Raitt, Allen Toussaint, Mark Knopfler, Peter Maffay, Buddy Guy, Jimmy Buffett, Dolly Parton, John Mayall oder Kenny Loggins. In Europa wurde er vor allem durch seine Arbeit mit John Hiatt bekannt. Zudem wurden eine Reihe seiner Songs von Kollegen wie Zachary Richard, John Mayall, Tom Principato, The Neville Brothers, Grace Darling oder The Flying Burrito Brothers gecovert. Eric Clapton bezeichnete ihn als „den vermutlich meist unterschätzten Musiker auf dem Planeten – und wahrscheinlich einen der fortgeschrittensten.“
Landreth lebt mit seiner Familie in Breaux Bridge, Louisiana.

## Musikalische Entwicklung und Laufbahn
Landreth musikalische Wurzeln liegen im Jazz und Rhythm and Blues des Mississippi Delta, wo er als Sohn eines Versicherungsvertreters und einer Hausfrau geboren wurde, sowie des Zydeco und der Cajun-Music von Southern Louisiana, wo er ab seinem siebten Lebensjahr in Lafayette aufwuchs. Hinzu kamen der Rock and Roll der späten 1950er Jahre, der in vielen Radiostationen gespielt wurde und der früh sein Interesse weckte. Bereits mit zehn Jahren begann er Trompete zu spielen und verschaffte sich auf diese Weise ein weiteres klassisches Fundament. Alles das wirkte mehr oder weniger zur gleichen Zeit auf ihn ein und beeinflusste seine musikalische Entwicklung nachhaltig. Mit 14 Jahren bekam er schließlich seine erste eigene Gitarre. Nach eigener Aussage spielen die Phrasierungstechniken des Trompetenspiels nach wie vor eine Rolle bei der Art und Weise, wie er Gitarre spielt und seine Soli arrangiert. Eine ähnliche Herangehensweise fand er z. B. bei Kollegen Robben Ford, der seine musikalische Laufbahn mit dem Saxophon begann, bevor er Gitarre spielen lernte.

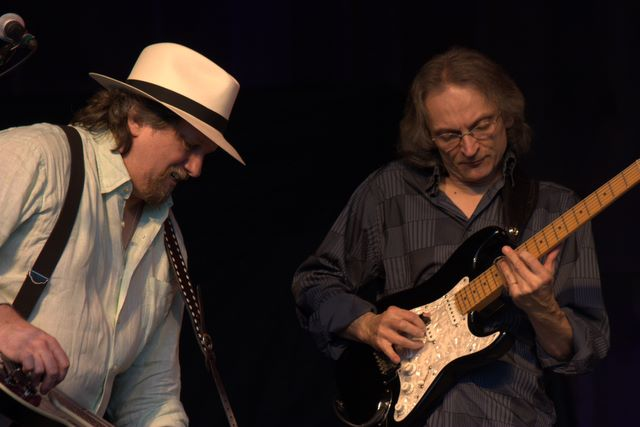
Sonny Landreth mit Jerry Douglas am Merle Fest, Wilkes County, N.C. - April 2011

Mit einer Lap-Steel-Gitarre unternahm Landreth erste Versuche, bevor er das Slide-Gitarrenspiel auf einer „normalen“ Gitarre für sich entdeckte. Er versuchte, den Ring- und Mittelfinger für den Bottleneck zu nutzen, stellte jedoch schnell fest, dass sein kleiner Finger dafür am geeignetsten war. Gleichzeitig griff er mit den anderen Fingern Akkorde und einzelne Töne hinter dem Bottleneck und entwickelte so eine bis dahin ungewöhnliche Kombination aus Slide- und Grifftechnik. Dabei spielte es auch eine Rolle, dass hierdurch bei offenen Dur-Stimmungen Moll-Akkorde leichter gespielt werden konnten. Als seine wesentlichen Einflüsse nannte er die Gitarristen Chet Atkins und Robert Johnson.
Er entwickelte sich im Lauf der Jahre zu einem gefragten Sideman und war der erste weiße Musiker in Clifton Chenier’s Red Hot Louisiana Band im Jahr 1979. Er spielte mit vielen Größen der Szene und erhielt durch sie Rückhalt für sein weiteres Fortkommen. Eric Clapton, Robben Ford, Mark Knopfler oder Vince Gill stehen beispielhaft für Kollegen, die ihm mit Rat und Tat zur Seite standen, und die alle mehr oder weniger den gleichen musikalischen Background aufwiesen, was die Zusammenarbeit und Produktivität entsprechend förderte. Mit dem Erscheinen seines dritten Albums Outward Bound stellte sich auch der eigene Erfolg ein, und Landreth erarbeitete sich mit seinen außergewöhnlichen musikalischen Fähigkeiten eine breite Zuhörerschaft und Fangemeinde. Auch seine Entwicklung als Songwriter und Sänger spielten hierbei eine Rolle.
Landreth ist regelmäßig auf Tournee und hat 2004, 2007, 2010, 2013 und 2019 bei Eric Claptons Crossroads Guitar Festival teilgenommen.

## The Goners
Seit dem Album Outward Bound spielte Landreth alle Aufnahmen mit seiner Band The Goners, die zuvor Bayou Rhythm Band hieß, ein, zu denen der Bassist David Ranson, ein Jugendfreund von Landreth, und der Schlagzeuger Kenneth Blevins gehören. Ihr Renommee erwarb sich die Band erstmals durch eine Tour mit John Hiatt 1988. Seither hat John Hiatt drei Alben mit dem Trio um Sonny Landreth eingespielt: Slow Turning (1989), The Tiki Bar Is Open (2001) und Beneath This Gruff Exterior (2003). Im Gegenzug revanchierte sich John Hiatt mit Gastauftritten auf den Landreth-Alben Outward Bound und Levee Town.

## Trivia
In Anlehnung an seine Spieltechnik der Slide-Gitarre sowie seinen musikalischen Schwerpunkt, den Zydeco, erhielt Landreth den Beinamen „The King of Slydeco“.

## Auszeichnungen
- Americana Music Association – Instrumentalist of the Year 2005[11]
- offBeat magazine’s Best of the Beat award – Best Guitar Player 2008[12]
- Guitarplayer Magazine – Readers’ Choice Awards: Best Slide Guitarist 2008[13]
- The Blues Foundation – Blues Music Award: Instrumentalist Guitar of the year, 2009[14]

## Diskografie
Sonny Landreth hat bislang folgende Alben veröffentlicht.
- 1981 Blues Attack (wiederveröffentlicht 1996)
- 1986 Down in Louisiana (wiederveröffentlicht 1993)
- 1992 Outward Bound
- 1995 South of I-10
- 1997 Crazy Cajun Recordings – Original-Aufnahmen von 1973 und 1977
- 2000 Levee Town
- 2000 Prodigal Son: The Collection – Original-Aufnahmen von 1973 und 1977
- 2003 The Road We’re On
- 2005 Grant Street (2005) – Live-Aufnahme
- 2008 From the Reach
- 2008 Blue Tarp Blues – feat. Mark Knopfler
- 2012 Elemental Journey – Instrumental-Album
- 2015 Bound by the Blues
- 2017 Recorded Live in Lafayette
- 2020 Blacktop Run

## Gastauftritte
Auszug von Gast-Engagements als Sideman/Session-Musiker
- 1975 Lost Generation [Japan Bonustrack] – Elliott Murphy
- 1975 Lost Generation – Elliott Murphy
- 1977 If You Don’t Love Me – Freddy Fender
- 1985 Looking Back – Zachary Richard
- 1985 Zydecajun – Wayne Toups
- 1986 Christmas Bayou – Michael Doucet w/ Beausoleil
- 1987 Bayou Boogie – Beausoleil
- 1987 Louisiana Scrapbook – Various Artists
- 1988 Allons a Lafayette – Beausoleil
- 1988 Michael Doucet & Cajun Brew – Michael Doucet & Cajun Brew
- 1988 Slow Turning – John Hiatt
- 1988 Used’s – Marti Jones
- 1989 Cajun Spice – Various Artists
- 1989 EEE – Don Dixon
- 1989 Evidence – Boo Hewerdine
- 1989 Good Evening – Marshall Crenshaw
- 1990 Any Kind of Lie – Marti Jones
- 1990 Best of La Louisianne Records – Various Artists
- 1990 Sense of Place – John Mayall
- 1990 Sweet Keeper – Tanita Tikaram
- 1990 Women in the Room – Zachary Richard
- 1991 Doo Dad – Webb Wilder
- 1991 Déjá vu – Beausoleil
- 1991 Mardi Gras Party [Rounder] – Various Artists
- 1991 Osez Joséphine – Alain Bashung
- 1991 Sue Medley – Sue Medley
- 1992 Cajun Dance Hall Special – Various Artists
- 1992 Diamonds by the Yard – Elliott Murphy
- 1992 Is Anybody There – John Hiatt
- 1992 Louisiana Hot Sauce Creole Style – Canray Fontetot
- 1992 Outward Bound – Sonny Landreth
- 1992 Bayou Deluxe – Michael Doucet w/ Beausoleil
- 1993 Carcassonne – Stephan Eicher
- 1993 Down in Louisiana – Sonny Landreth
- 1993 Is My Love Enough? – Chris Daniels and the Kings
- 1993 Outside: From the Redwoods – Kenny Loggins
- 1993 Slidin’ … Some – Various Artists
- 1993 Trace of Time – Steve Riley & the Mamou Playboys
- 1994 Chatterton – Alain Bashung
- 1994 Long Way Home – Dama & D’Gary
- 1995 Bloom – Billy Pilgrim
- 1995 Cities’ Sampler Vol. 7: Essentials – Various Artists
- 1995 Everybody’s Gettin’ Some – Junior Wells
- 1998 Begegnungen – Peter Maffay
- 2004 A Night in London – Mark Knopfler